# Notosceles viaderi
Notosceles viaderi är en kräftdjursart som beskrevs av Ward 1942. Notosceles viaderi ingår i släktet Notosceles och familjen Raninidae. Inga underarter finns listade i Catalogue of Life.